# Albon-d’Ardèche
Albon-d’Ardèche ist eine französische Gemeinde mit 158 Einwohnern (Stand 1. Januar 2022) in der Region Auvergne-Rhône-Alpes. Sie liegt im Département Ardèche. Ihre Bewohner werden Albonnais(es) genannt.

## Geographie
Die Gemeinde Albon erstreckt sich zwischen dem Gebirgsmassiv Boutières, einem Teil der Cevennen und dem Tal des Eyrieux. Sie ist Teil des Regionalen Naturparks Monts d’Ardèche. Nachbarkommunen sind Saint-Pierreville und Marcols-les-Eaux. Die nächstgrößere Stadt ist Aubenas in 23 Kilometern Entfernung Richtung Südwesten.
Die Gemeinde wird von den Flüssen Glueyre und Veyruègne durchflossen. Die Kastanienwälder bilden ein prägendes Element der Landschaft in und um Albon-d’Ardèche.

## Geschichte
Im 11. Jahrhundert erfolgt eine urkundliche Erwähnung, als die Herren von Roche der Abtei von La Chaise-Dieu die Kirche Saint-Julien sowie mehrere Flächen und Weinberge im Tal und insbesondere bei Albon übereignen.
Die Geschichte von Albon ist eng mit der des Protestantismus in Frankreich verbunden. An die Hinrichtungen, die dort nach dem Widerruf des Ediktes von Nantes durchgeführt wurden, wird heute noch überall erinnert. Die Kirche Serre der Palle wurde in jener Zeit beim Weiler Serrepuy errichtet.
Nach einer Abspaltung von der Nachbarkommune Marcols-Les-Eaux wurde Albon am 20. März 1912 per Gesetz eigenständige Gemeinde.

### Bevölkerungsentwicklung
| Jahr                       | 1962 | 1968 | 1975 | 1982 | 1990 | 1999 | 2007 | 2016 |
| Einwohner                  | 340  | 276  | 232  | 180  | 173  | 165  | 159  | 159  |
| Quellen: Cassini und INSEE |      |      |      |      |      |      |      |      |

## Sehenswertes
Rund um den Champ de Mars (1343 m) befinden sich mehrere Rundwanderwege, die Anschluss zum Col de Mézillac und dem Col de Faye in Richtung des erloschenen Vulkans La Graveyre bieten.
In der Umgebung findet man die Loirequellen am Mont Gerbier-de-Jonc und den Wasserfall von Ray-Pic sowie den See von Issarlès.